# Ангели и демони (филм)
Ангели и демони е американски филм по романа на Дан Браун Шестото клеймо. Той е продължение на филма Шифърът на Леонардо, макар книгата „Шифърът на Леонардо“ (2003) да е излязла след книгата „Ангели и демони“ (2000) и да е нейно продължение.

## Сюжет
Професор Робърт Лангдън (Том Ханкс) отново е на линия за борба с конспирациите. Този път Ватиканът е на негова страна в борбата с древното братство на илюминатите, решили да превърнат избора на нов папа в така жадуваното 400 години отмъщение към Църквата. Намесена е и Витория Ветра (Айелет Зурер), млада професорка от ЦЕРН, откъдето е похитен контейнер с антиматерия (т.нар. „частица на Бога“), която е скрита някъде в недрата на Ватикана и заплашва да заличи от лицето на Земята цял Рим.
Вътрешните интриги около избора на нов папа и мистериозната смърт на предишния, в които са замесени дясната ръка на мъртвия папа камерленго Патрик Маккена (Юън Макгрегър) и началникът на Швейцарската гвардия Максимилиан Рихтер (Стелан Скарсгард), допълват шеметното развитие на действието.

## Интересни факти
- Италианският камерлинг в книгата (Карло Вентреска) е променен на северноирландски (Патрик Маккена) за удобство на шотландския актьор Юън Макгрегър.
- Големи части от действието в ЦЕРН са орязани от сценаристите по съвет на учени. Според начина, по който е описано получаването на антиматерия в книгата на Дан Браун, за получаване на достатъчно количество от нея биха били нужни 2 милиарда години.
- И във филма и в книгата са допуснати две еднакви грешки. Папа може да стане всеки католик, а не само кардинал, а камерлинг (шамбелан) задължително е и кардинал, докато в книгата и филма е обратното.
- Във филма последният похитен кардинал Баджиа е спасен и става впоследствие папа, докато в книгата той се удавя във фонтана без да бъде спасен от Лангдън.